# Maurizio Lanzaro
Maurizio Lanzaro (Avellino, 14 de março de 1982) é um ex-futebolista italiano.